# 第二次世界大戰義大利軍事佔領法國
義大利軍事佔領法國（義大利語：Amministrazione Militare Italiana di Francia）是指第二次世界大戰時期，意大利於1940年佔領的法國東南部的部分地區。這一地區最初只包括兩國的邊界地區。
1942年11月，德國及意大利佔領維希法國，意大利法西斯政府決定擴大佔領到隆河以東的法國領土:土倫、瓦朗斯、馬諾斯克、科西嘉島等地，其間義大利皇家陸軍更順道佔領了袖珍小國摩納哥公國。1943年9月8日，意大利投降之後，德國軍隊佔領的這一地區並直到1944年，盟軍的龍騎兵行動解放。

## 義大利佔領

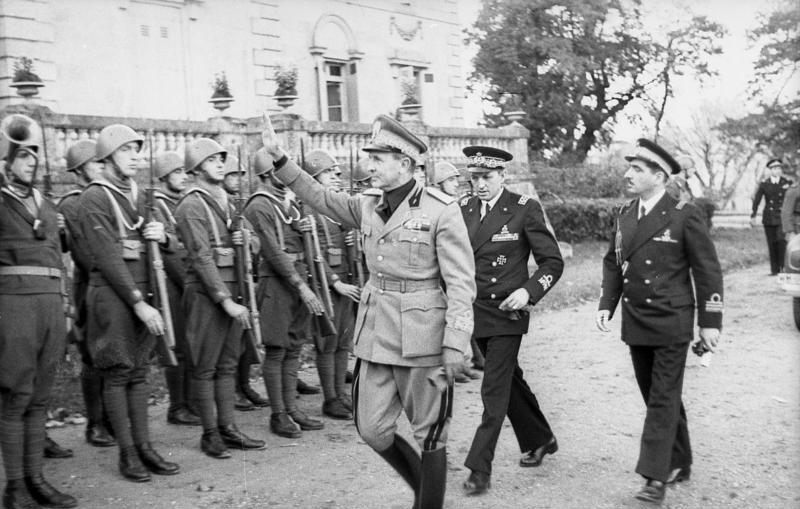
1942年，意大利第一聖馬可軍團在意佔法國